# Groene Partij Nederland
De Groene Partij Nederland (GPN) heeft alleen bestaan als een papieren constructie met het doel de groene politieke beweging in Nederland te binden aan de Politieke Partij Radikalen (PPR). Feitelijke oprichting van een partij met deze naam heeft niet plaatsgevonden.
De naam Groene Partij Nederland werd in 1984 bij de Kiesraad geregistreerd door PPR-senator Bas de Gaay Fortman en enkele andere PPR-leden, waaronder Roel van Duijn en Marten Bierman, buiten verantwoordelijkheid van het PPR-bestuur. Hun doel was om te voorkomen dat extreemrechtse groeperingen het bijvoeglijk naamwoord "groen" zouden kunnen opeisen of dat een electorale concurrent voor de relatief groene PPR zou kunnen ontstaan. Na de registratie van de GPN werd een Groen Platform opgericht dat tot doel had het groene karakter van de programma's van politieke partijen te vergroten.
Tijdens de Europese verkiezingen van 1984 maakte de GPN onderdeel uit van het Groen Progressief Akkoord, samen met PPR, CPN en PSP. Dit diende met name om onafhankelijke groene kandidaten een plaats op de lijst te kunnen geven. Het Groen Platform nam volwaardig deel aan de onderhandelingen met PPR, CPN en PSP.
In 1986 verloor de GPN het alleenrecht op het bijvoeglijk naamwoord "groen", toen aan de Federatieve Groenen (een voorloper van de huidige partij De Groenen) door de Raad van State werd toegestaan onder die naam aan de verkiezingen deel te nemen.
Er bestaan geen organisatorische banden met De Groenen, wier voorloper een concurrent van het Groen Progressief Akkoord was, wel personele: GPN-oprichters Roel van Duijn en Marten Bierman zijn later betrokken geraakt bij De Groenen.